# Gaby Willemsen
Gaby Willemsen (* 24. Oktober 1981) ist eine frühere niederländische Biathletin.
Gaby Willemsen trat international erstmals während der Junioren-Weltmeisterschaften 1999 in Pokljuka in Erscheinung. Dort wurde sie 29. des Einzels und 17. im Sprint. Ein Jahr später war in Hochfilzen Rang 27 im Sprint bestes Ergebnis der Niederländerin. 2001 trat sie in Chanty-Mansijsk zum dritten und letzten Mal bei einer Junioren-WM an und wurde 14. im Sprint und 12. der Verfolgung.
Im Biathlon-Weltcup gab Willemsen 2000 in Oberhof ihr Debüt und lief in einem Sprint auf den 76. Platz. Am Holmenkollen in Oslo startete sie bei den Biathlon-Weltmeisterschaften 2000 zu ihren ersten Welttitelkämpfen, wurde 59. im Einzel und lief im Sprint auf Rang 70. Es waren zugleich die besten Weltcup-Ergebnisse der Niederländerin. Im Jahr darauf trat Willemsen ein zweites Mal bei einer WM an und kam auf die 76 im Einzel wie auch im Sprint. 2002 startete sie bei den Biathlon-Europameisterschaften in Kontiolahti. In Finnland belegte Willemsen Platz 27 im Einzel, 19 im Sprint und 21 in der Verfolgung. Nach der EM beendete sie ihre aktive Karriere.

## Biathlon-Weltcup-Platzierungen
| Platzierung | Einzel | Sprint | Verfolgung | Massenstart | Team | Staffel | Gesamt |
| ----------- | ------ | ------ | ---------- | ----------- | ---- | ------- | ------ |
| 1. Platz    |        |        |            |             |      |         |        |
| 2. Platz    |        |        |            |             |      |         |        |
| 3. Platz    |        |        |            |             |      |         |        |
| Top 10      |        |        |            |             |      |         |        |
| Punkte      |        |        |            |             |      |         |        |
| Starts      | 6      | 14     |            |             |      |         | 20     |